# Geographie Liguriens

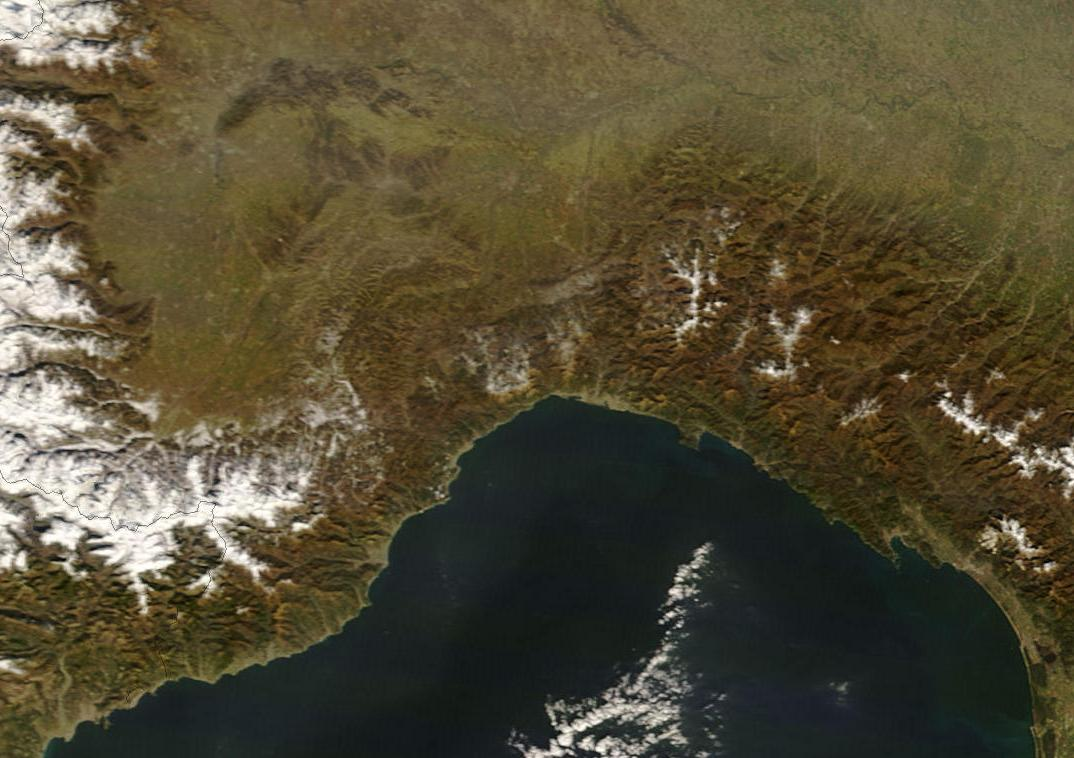
Satellitenbild der Region Ligurien

Die Geographie Liguriens veranschaulicht die geographischen Charakteristika der italienischen Region Ligurien.

## Daten
Die Region Ligurien liegt in Norditalien und hat eine Oberfläche von 5421 km², was 1,8 % der Fläche Italiens ausmacht. Sie verläuft parallel zum Ligurischen Meer. Die Küstenlinie wird im Westen von den Balzi Rossi bei Ventimiglia und im Südosten – am Beginn der Apenninhalbinsel – von Marinella bei Sarzana begrenzt.
72 % des Territoriums gehören zur Südseite der Ligurischen Alpen und des Ligurischen Apennins. Einige kleinere Abschnitte der Metropolitanstadt Genua und der Provinz Savona liegen hingegen nördlich des Hauptkammes der Apenninen. Dem Gebirgsraum vorgelagert ist die schmale Ligurische Küste (Riviera).

## Orographie
Das ligurische Landschaftsbild ist stark durch Gebirge und Hügel geprägt, was auf die Präsenz des Ligurischen Apennins und der Ligurischen Alpen zurückzuführen ist. 65,1 % des Territoriums besteht aus Bodenerhebungen mit einer Höhe von über 1000 Metern. Die restlichen 34,9 % bestehen aus Hügellandschaften. Die beiden Hauptgebirgszüge Liguriens werden, nach traditioneller und konventioneller Festlegung, durch den Gebirgspass Bocchetta di Altare (459 Meter) voneinander getrennt. Ligurien verfügt über keine weitläufigen Ebenen, da die Berge größtenteils bis an die Küste heranreichen. Kleinere Ebenen befinden sich an der Flussmündung der Magra, in der Provinz La Spezia, und bei Albenga, in der Provinz Savona.

### Berge
Die höchsten Berggipfel finden sich in den Ligurischen Alpen, welche in die Voralpen und die Marguareis–Alpen unterteilt werden. Der höchste Berg Liguriens ist der Monte Saccarello mit 2201 Metern Höhe über dem Meeresniveau. Dieser ist Teil der Marguareis–Alpen und liegt an der Grenze zur nördlich angrenzenden Region Piemont, in der Nähe der Seealpen. Die höchsten Gipfel der Voralpen sind der Monte Galero (1708 Meter), Monte Carmo di Loano (1389 Meter) und der Monte Settepani (1386 Meter).
Die höchsten Berge des Ligurischen Apennins liegen im Val d’Aveto und im Val Trebbia. Mit 1796 Metern ist der Monte Maggiorasca der höchste von ihnen. Er liegt auf dem Grenzpunkt der Metropolitanstadt Genua und den Provinzen Piacenza und Parma.

#### Ligurische Alpen
Die höchsten Berge der Ligurischen Alpen auf ligurischem Territorium:
- Monte Saccarello (2201 m)
- Monte Frontè (2152 m)
- Monte Pietravecchia (2038 m)
- Monte Grai (2014 m)
- Monte Toraggio (1973 m)
- Cima di Piano Cavallo (1896 m)
- Monte Monega (1881 m)
- Monte Cimone (1832 m)
- Pizzo Reulfo (1815 m)
- Monte Collardente (1776 m)
- Monte Gerbonte (1727 m)
- Monte Galero (1708 m)

#### Ligurischer Apennin
Die höchsten Berge des Ligurischen Apennin auf ligurischem Territorium:
- Monte Maggiorasca (1796 m)
- Monte Penna (1741 m)
- Monte Aiona (1701 m)
- Monte Nero (1676 m)
- Monte Carmo (1641 m)
- Monte Gottero (1639 m)
- Rocca del Scaggio (1617 m)
- Monte Tomarlo (1603 m)
- Monte Antola (1597 m)
- Monte Groppo Rosso (1594 m)
- Monte degli Abeti (1539 m)
- Monte Oramara (1522 m)
- Monte Montarlone (1500 m)

### Gebirgspässe
Zahlreiche Pässe verbinden die Ligurische Küste mit der Po-Ebene. Die meisten davon sind unter 1000 Meter hoch, was ihre ganzjährige Nutzung erlaubt. Von besonderer strategischer Bedeutung sind der Passo dei Giovi (472 Meter) und die Bocchetta di Altare (459 Meter). Sie verbinden die Po-Ebene mit den größten ligurischen Häfen. Ein weiterer wichtiger, innerligurischer Bergübergang ist der Passo del Bracco (613 Meter), der das Val di Vara mit der ligurischen Region Tigullien verbindet.

#### Interregionale Passübergänge
- Colle di Santa Libera (441 m)
- Bocchetta di Altare, auch: Colle di Cadibona (459 m)
- Crocetta d’Orero (468 m)
- Passo dei Giovi (472 m)
- Colle del Giovo (516 m)
- Passo del Turchino (594 m)
- Colle di Creto (605 m)
- Passo della Scoffèra (674 m)
- Passo della Bocchetta (772 m)
- Giogo di Toirano (807 m)
- Colle Scravaion (814 m)
- Passo della Forcella (875 m)
- Colla di Praglia (880 m)
- Passo della Scoglina (926 m)
- Colle di Nava (941 m)
- Passo del Bocco (956 m)
- Colle del Melogno (1028 m)
- Passo di Centocroci (1055 m)
- Passo del Faiallo (1061 m)
- Passo del Portello (1092 m)
- Passo di Pralè (1258 m)
- Colle San Bernardo di Mendatica (1263 m)

#### Intraregionale Passübergänge
- Passo del Bracco (613 m)
- Colle San Bartolomeo (620 m)
- Passo del Ginestro (677 m)
- Passo del Biscia (892 m)
- Passo di Ghimbegna (898 m)
- Passo del Rastello (1044 m)
- Passo del Tomarlo (1494 m)
- Colla Melosa (1540 m)

## Hydrographie

### Meer
Die Region verläuft auf ihrer gesamten Länge am Ligurischen Meer, welches zum westlichen Mittelmeer gehört. Die Küste selbst wird in die westliche Riviera di Ponente und östliche Riviera di Levante untergliedert, die zwischen Crevari und Voltri, bei Genua, aneinandergrenzen. Wichtiger Bestandteil des Ligurischen Meers ist der Golf von Genua. Kleinere Buchten sind der Golf von La Spezia, der Golf von Tigullien und der Golfo Paradiso.

### Inseln
Die größte Insel Liguriens ist Palmaria bei Porto Venere mit 1,6 km² Oberfläche. In unmittelbarer Nähe zu Palmaria, ebenfalls an der Riviera di Levante, befinden sich die beiden kleinen Insel Tino und Tinetto. Im westlicheren Abschnitt Liguriens, der Riviera di Ponente, liegen die Inseln Bergeggi (vor der Punta del Maiolo) und Gallinara (vor Albenga). Einzige bewohnte Insel ist Palmaria.

### Seen
Es gibt nur wenige natürliche Seen in Ligurien, und diese sind zumeist klein. Eine Anzahl kleiner Seen befindet sich im Val d’Aveto, von denen der Lago delle Lame und die Laghi delle Agoraie von besonderem ästhetischen Wert sind.
Bedeutende, künstlich angelegte Seen (Stauseen zur Wasser- und Elektrizitätsgewinnung) sind die Laghi del Gorzente auf der Regionalgrenze zwischen Ligurien und dem Piemont, in dem Landkreis Piani di Praglia, der Lago del Brugneto im Val Trebbia, der Lago di Val di Noci im Valle Scrivia, der Lago di Giacopiane im Valle Sturla, der Lago di Osiglia im Val Bormida und der Lago di Tenarda bei Colla Melosa.